# Synagoga Moszka Józefowicza w Łodzi
Synagoga Moszka Józefowicza w Łodzi – prywatny dom modlitwy znajdujący się w Łodzi przy ulicy Podrzecznej.
Synagoga została zbudowana w 1891 roku z inicjatywy Moszka Józefowicza. Podczas II wojny światowej okupanci niemieccy zdewastowali synagogę.